# 雅各布斯福克鎮區 (北卡羅萊納州卡托巴縣)
雅各布斯福克鎮區（英語：Jacobs Fork Township）是位於美國北卡羅萊納州卡托巴縣的一個鎮區。

## 地方資料
雅各布斯福克鎮區的面積為103.59平方千米，皆為陸地。根據2020年美國人口普查的數據，當地共有人口5544人，而人口密度為每平方千米53.52人。